# Shanghai Open 2003
Lo Shanghai Open 2003 è stato un torneo di tennis giocato sul cemento. È stata la 7ª edizione dello Shanghai Open, che fa parte della categoria International Series nell'ambito dell'ATP Tour 2003. Si è giocato a Shanghai in Cina, dal 22 al 28 settembre 2003.

## Campioni

### Singolare
Mark Philippoussis ha battuto in finale  Jiří Novák con il punteggio di 6–2, 6–1

### Doppio
Wayne Arthurs /  Paul Hanley ha battuto in finale  Zeng Shaoxuan /  Ben-qiang Zu con il punteggio di 6–2, 6–4